# Heteroclinus nasutus
Heteroclinus nasutus är en fiskart som först beskrevs av Günther, 1861.  Heteroclinus nasutus ingår i släktet Heteroclinus och familjen Clinidae. Inga underarter finns listade i Catalogue of Life.